# Gigi Castellani
Gigi Castellani, nome d'arte di Luigi Castellan (Vienna, 1908 – Cormons, 1995), è stato un pittore italiano.

## Biografia
I suoi genitori erano di Cormons ed egli, dopo aver trascorso l'infanzia a Vienna, ritornò al paese dei suoi genitori dove si stabilì definitivamente. Qui iniziò il suo apprendimento con l'artista Ferlat e quindi con il pittore e poeta Ermete Zardini, con il quale compì viaggi di studio a Venezia e Parma, e il pittore Guido Bugli che lo ospitò per alcuni mesi a Bologna. 
Dal 1932 venne invitato a diverse mostre nazionali ed internazionali. Nel corso della sua lunga carriera espose in Austria, Jugoslavia, Russia ed Inghilterra. Fu presente a 5 edizioni della Biennale d'arte triveneta di Padova, alla VI Quadriennale Nazionale d'Arte di Roma, alla Biennale di Milano e alla Mostra francescana nazionale d'Assisi. 
Allestii numerose mostre personali in tutta Italia, ricevendo ampi consensi di critica e di pubblico, conquistando numerosi premi. Le sue opere entrarono a far parte di diverse collezioni private ed il suo studio, inizialmente ubicato in via Sauro e poi trasferito in via Conti Zucco, fu fino agli ultimi anni luogo di incontro di giovani pittori e intellettuali isontini.